# Llansannan
Llansannan est un village et une communauté du borough de comté de Conwy, au pays de Galles.
Il est situé dans l'est du borough de comté, sur la rivière Aled (en), à une douzaine de kilomètres au sud de la ville côtière d'Abergele. Au recensement de 2011, la communauté de Llansannan comptait 1 335 habitants.